# 李荫祖
李荫祖（1628年—1664年），字绳武，清朝初年将领，奉天铁岭（今辽宁省铁岭市）人，隶属于汉军正黄旗，陕西提督李思忠次子。

## 生平
顺治初年，李荫祖以荫生授为户部员外郎，经过三次升迁为兵部侍郎。顺治十一年（1654年），直隶受灾，他奉命和尚书巴哈纳等赈济。不久被任命为兵部尚书、右副都御史，总督直隶、山东、河南三省。上疏请顺治帝免除受灾州县秋粮，招揽流民回到故乡。又建言分兵驻守北塘、涧河、黑祥等地。顺治十四年（1657年），招抚五台山反清武装高鼎。不久，加太子太保，移为湖广总督。派兵二千驻守彀城，一千驻守九谿，以防备郝摇旗、袁宗第、刘体纯、李来亨等人的南明反清夔东十三家军。顺治十五年（1658年），汉阳、天门等等州县遭受水灾，奉命赈济。顺治十七年（1660年），因病请求辞任。康熙三年（1664年），去世。